# Mortal Kombat II. (film)
A Mortal Kombat II. 2025-ös amerikai harcművészeti fantasyfilm, amelyet Jeremy Slater forgatókönyvéből Simon McQuoid rendezett, Ed Boon és John Tobias által létrehozott Mortal Kombat videójáték-sorozat alapján. A 2021-ben bemutatott Mortal Kombat folytatása, valamint a Mortal Kombat-filmsorozat negyedik része. A főbb szerepekben Jessica McNamee, Josh Lawson, Ludi Lin, Mehcad Brooks, Lewis Tan, Damon Herriman, Chin Han, Aszano Tadanobu, Joe Taslim, Szanada Hirojuki, Karl Urban, Adeline Rudolph és Tati Gabrielle látható.
A filmet az Amerikai Egyesült Államokban 2025. október 24-én mutatják be a mozikban. Magyarországon egy nappal korábban, október 23-án jelenik meg az InterCom Zrt. forgalmazásában. 

## Szereplők
| Szerep                   | Színész          | Magyar hang                   |
| ------------------------ | ---------------- | ----------------------------- |
| Johnny Cage              | Karl Urban       | Crespo Rodrigo (előzetes)     |
| Kitana                   | Adeline Rudolph  |                               |
| Sonya Blade              | Jessica McNamee  | Bogdányi Titanilla (előzetes) |
| Kano                     | Josh Lawson      | Mészáros Béla (előzetes)      |
| Liu Kang                 | Ludi Lin         |                               |
| Jax                      | Mehcad Brooks    |                               |
| Jade                     | Tati Gabrielle   |                               |
| Cole Young               | Lewis Tan        |                               |
| Quan Chi                 | Damon Herriman   |                               |
| Shang Tsung              | Chin Han         |                               |
| Raiden nagyúr            | Aszano Tadanobu  |                               |
| Bi-Han / Noob Saibot     | Joe Taslim       |                               |
| Hanzo Hasashi / Scorpion | Szanada Hirojuki | Debreczeny Csaba (előzetes)   |
| Shao Kahn                | Martyn Ford      |                               |
| Jerrod király            | Desmond Chiam    |                               |
| Sindel királnyő          | Ana Thu Nguyen   |                               |
| Kung Lao                 | Max Huang        |                               |
| Baraka                   | CJ Bloomfield    |                               |

## A film készítése
A Mortal Kombat 2021 áprilisi megjelenése után Joe Taslim színész elárulta – négy további Mortal Kombat filmre kötött szerződést, amennyiben a Warner Bros. Pictures úgy dönt, hogy franchise-t hoz létre. Simon McQuoid rendező elmondta, nyitott lenne a folytatás rendezésére, ha annak története megfelelő lesz. A film bemutatója után egy interjúban McQuoid kijelentette, hogy Johnny Cage karakterét azért nem vezették be a filmbe, mert „óriási személyiség”, és ez felborította volna a film egyensúlyát. Továbbá elárulta, a lehetséges folytatások olyan karakterek történetét is feldolgozhatják, mint Cage és Kitana. Azt is kifejezte, hogy szeretne több női karaktert bevonni. A forgatókönyv társszerzője, Greg Russo a Collidernek elmondta, hogy a rebootot trilógiaként képzeli el, amelynek első része a bajnokság előtt, a második része a bajnokság alatt, a harmadik része pedig a bajnokság után játszódik.
2021 novemberében Todd Garner producer a Twitteren utalt egy folytatás készítésére, majd 2022 januárjában megerősítették, hogy a film fejlesztése folyamatban van, és Jeremy Slater írja a forgatókönyvet. 2022 májusában Slater megerősítette, hogy Johnny Cage is szerepelni fog a filmben, miután a karaktert a Mortal Kombat végén bemutatták, bár megjegyezte, a pontos szerepe a történetben még nem dőlt el. Ugyanebben a hónapban Slater megemlítette, a film „átvesz néhányat a Mortal Kombat franchise-ra jellemző furcsaságok közül”, és azt szeretné, ha a film „kiszámíthatatlan” lenne, és megcáfolná a rajongók elvárásait. 2022 júniusában továbbá kifejtette, hogy a folytatás mind az első filmre érkezett pozitív, mind negatív rajongói reakciókra reagálni fog. 2022 júliusában a New Line zöld utat adott a filmnek, és McQuoid visszatér, mint rendező.

### Szereplőválogatás
2023 májusában Tati Gabrielle végső tárgyalásokat folytatott Jade szerepének eljátszásáról, Karl Urban pedig Cage szerepéről. Azt is bejelentették, hogy Jessica McNamee és Josh Lawson visszatérnek Sonya Blade és Kano szerepébe. Ugyanebben a hónapban Adeline Rudolph, aki Gabrielle-lel együtt dolgozott a Netflix Sabrina hátborzongató kalandjai című sorozatán, csatlakozott a stábhoz Kitana szerepében, míg Gabrielle Jade szerepét kapta meg. 2023 júniusában Martyn Ford, Desmond Chiam, Ana Thu Nguyen és Damon Herriman kapták Shao Kahn, Jerrod király, Sindel királynő és Quan Chi szerepeit. Herriman korábban Kabal hangját kölcsönözte a 2021-es filmben. Még abban a hónapban Max Huang megerősítette, hogy visszatér Kung Lao szerepében.

### Forgatás
A forgatás 2023. június 22-én kezdődött a Village Roadshow Studiosban (Queensland, Gold Coast), Stephen F. Windon operatőr vezetésével. A film készítése júliusban a 2023-as SAG-AFTRA sztrájk miatt szünetelt, majd a sztrájk 2023 novemberi befejezése után folytatódott. A forgatás hivatalosan 2024 január végén fejeződött be.